# Piadena Drizzona
Piadena Drizzona är en kommun i provinsen Cremona i regionen Lombardiet i Italien. Kommunen hade 3 968 invånare (2019).
Kommunen Piadena Drizzona bildades den 1 januari 2019 genom en sammanslagning av de tidigare kommunerna Drizzona och Piadena.